# Frontschutzbügel
Als Frontschutzbügel (umgangssprachlich auch Bullenfänger, Kuhfänger, Hirschfänger oder im Englischen Bullbar) bezeichnet man einen Vorbau an Straßenfahrzeugen. Ursprünglich diente der Rammschutz zum Schutz von Teilen der Karosserie bei geländegängigen Fahrzeugen für Expeditionen, Militär, Land- und Forstwirtschaft oder Rallyes. Im westeuropäischen Straßenverkehr dienen sie vorwiegend dem optischen Tuning, um dem Fahrzeug ein robustes Aussehen zu verleihen. Sie sind meist verchromt; manche sind in Fahrzeugfarbe lackiert. Ein Frontschutzbügel ist am Chassis befestigt. Exemplare aus rostfreiem Stahl sind oft unlackiert und poliert. Einige Rammschutze schützen auch Teile des vorderen Unterbodens des Fahrzeugs. Bei Nutzfahrzeugen dient der Frontschutzbügel außerdem als Träger zum Beispiel für Scheinwerfer oder für eine Seilwinde.
Wenn ein Fahrzeug mit Frontschutzbügel mit einem Fußgänger (insbesondere einem Kind) oder einem Radfahrer zusammenstößt, ist deren Verletzungsrisiko deutlich höher als bei einem Zusammenstoß mit einem Fahrzeug ohne Frontschutzbügel.
Seit 2006 gilt deshalb in der EU ein Verbot starrer Bügel für neu zugelassene Fahrzeuge der Klasse M1 (Pkw) und N1 (Lkw) mit einer zulässigen Gesamtmasse von höchstens 3,5 Tonnen. Frontschutzbügel, welche nach diesem Datum zugelassen werden, müssen der Verordnung (EG) Nr. 78/2009 entsprechen. Bügel, die vor 2009 schon zugelassen waren, erhalten üblicherweise Bestandsschutz und dürfen weiterhin genutzt werden.
Bei Bussen und Nutzfahrzeugen über 3,5 Tonnen Gesamtmasse sind Frontschutzbügel weiterhin zulassungsfähig.
In der Schweiz gilt seit dem 1. Januar 2010 Artikel 104a Absatz 3 VTS:

„Frontschutzsysteme an Fahrzeugen der Klasse M 1 mit einem Gesamtgewicht von höchstens 3,50 t und an Fahrzeugen der Klasse N 1 müssen der Verordnung Nr. 78/2009/EG entsprechen.“

In Marokko sind sie seit 2018 verboten.
Bei Lokomotiven hat der Schienenräumer eine ähnliche Funktion.

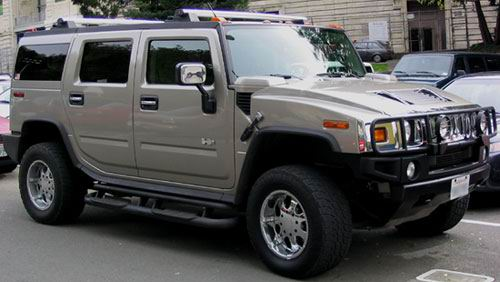
Hummer H2 mit Frontschutzbügel
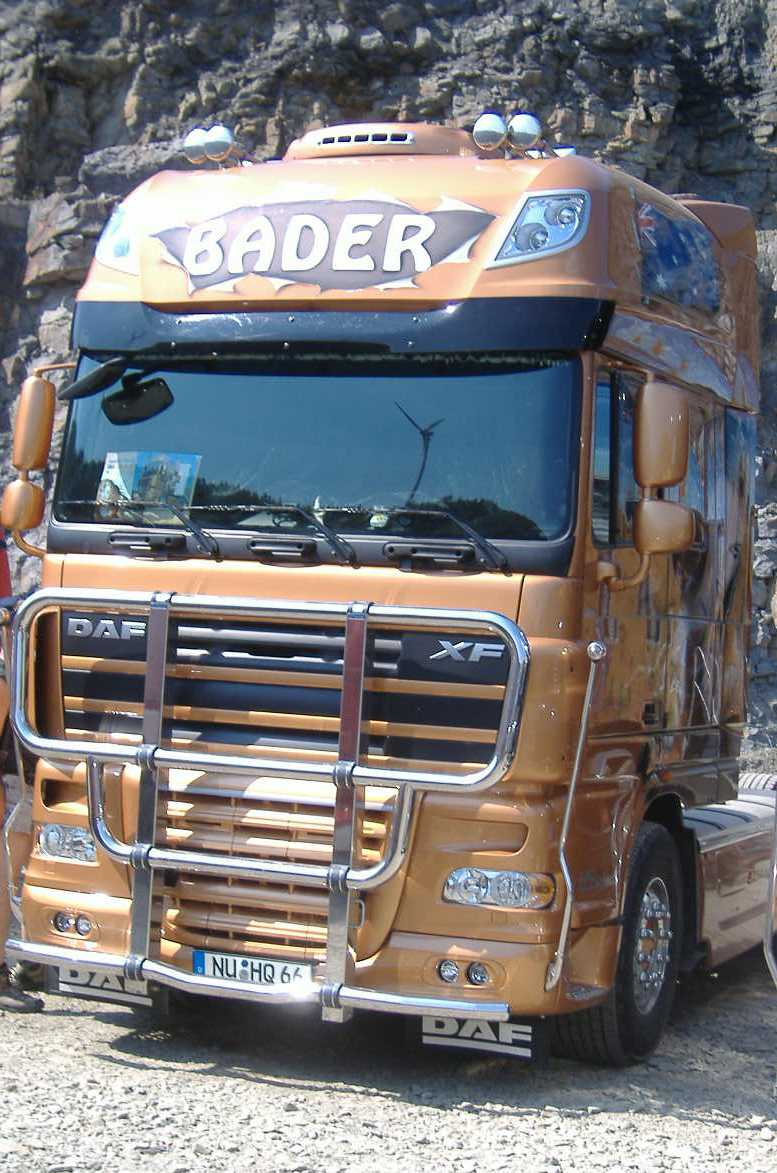
DAF XF 105
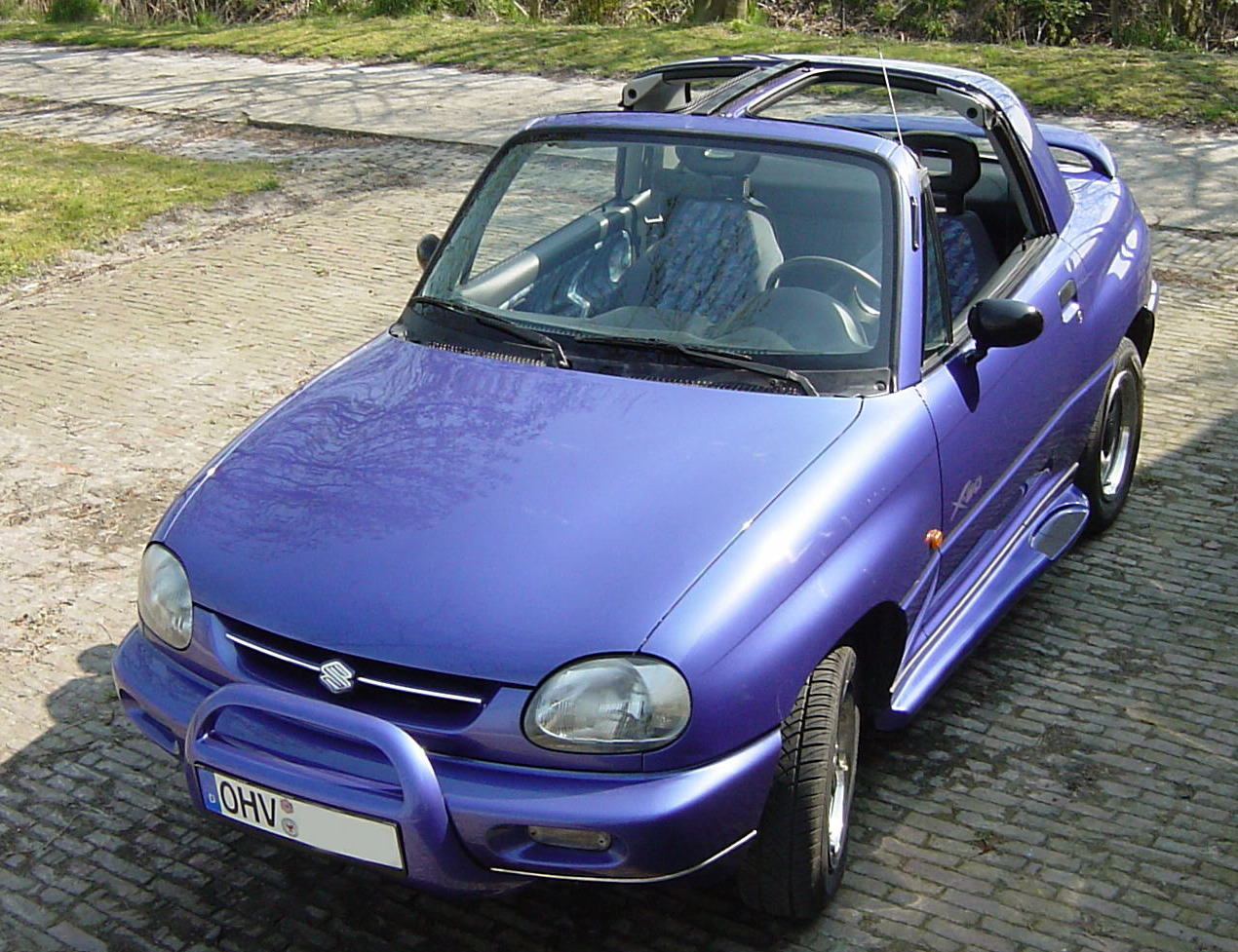
Suzuki X-90 mit Frontschutzbügel
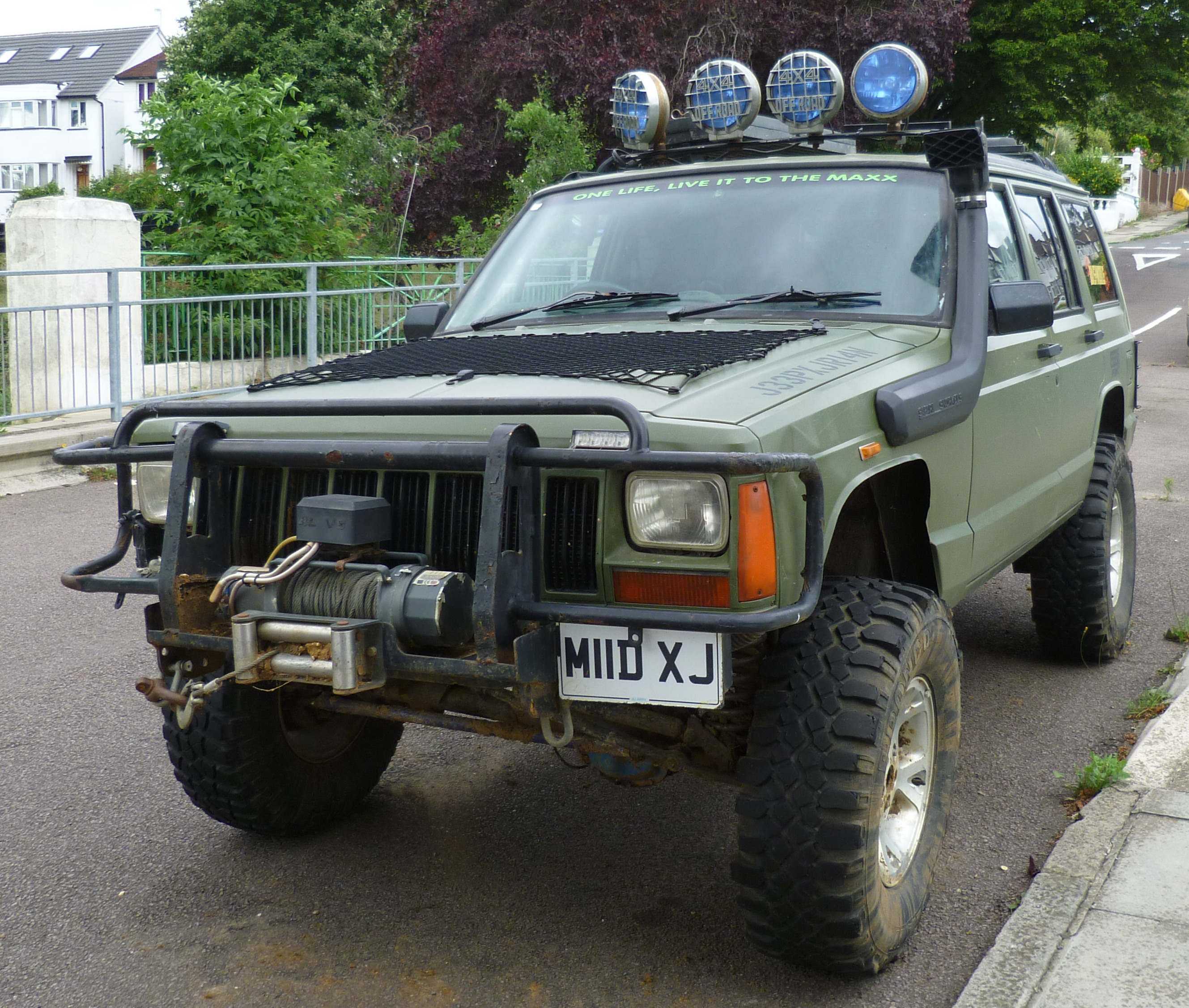
Frontschutzbügel als Träger einer Seilwinde
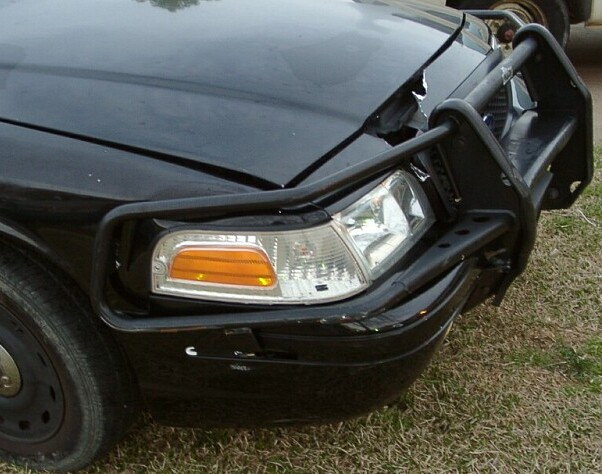
Polizeiauto mit beschädigtem Rammschutzbügel nach einem PIT-Manöver